# Пикту
Пикту (англ. , шотландский гэльский) : Baile Phiogto) — канадский портовый город, административный центр округа Пикту, Новая Шотландия. По данным переписи 2006 года, население составляло 3813 человека .

## История

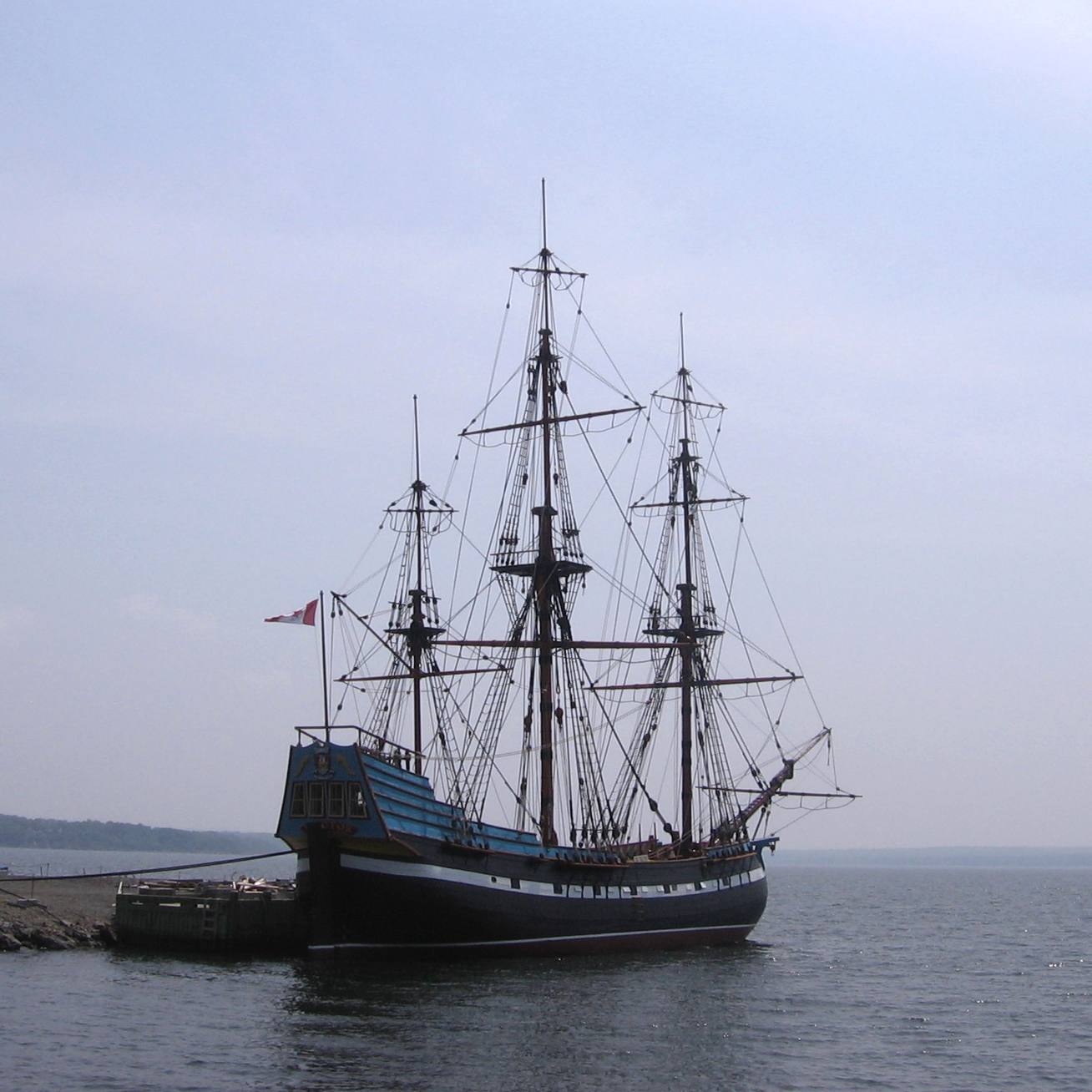
Копия парусника Гектор

Город Пикту, расположенный на материковом берегу пролива Нортумберленд, считается родиной Новой Шотландии. Именно здесь первая волна шотландских иммигрантов высадилась 15 сентября 1773 года на паруснике Гектор . Копия парусника в настоящее время пришвартована у причала Пикту.

## Экономика
В городе находится шинный завод французской группы Michelin . Также город является курортом благодаря живописному виду, в нём много хорошо сохранившихся старинных зданий, кафе и ресторанов. Также городок является ближайшим населённым пунктом у парома на остров Принца Эдуарда, поэтому туристы частоостанавливаются в нём на ночлег.

## Внешняя ссылка
Официальный сайт